# Ernest Konon
Ernest Konon (Jelenia Gora, 16 maart 1974) is een Pools voormalig voetballer die meestal uitgespeeld werd als centrumspits. 

## Biografie
Konon vertrok op vroege leeftijd uit zijn geboorteland om er in België te spelen. Na bij eerst wat kleinere clubs te hebben gespeeld, trekt Konon in 1997 naar KRC Genk. Bij de topclub komt hij nauwelijks aan spelen toe en ziet vanaf de bank hoe die club in 1998 de Beker van België wint tegen Club Brugge, dat zich reeds tot kampioen van België had gekroond. In de slotfase viel hij nog in voor libero en kapitein Domenico Olivieri toen de zware 4–0 eindcijfers al vastlagen. 
Het jaar daarop vertrekt hij naar de ambitieuze tweedeklasser Cercle Brugge. In z'n eerste jaar scoort hij 10 keer. Het daaropvolgende jaar zou het jaar van de definitieve doorbraak worden voor hem. Maar in de voorbereidingswedstrijd tegen toenmalig eersteklasser KSC Eendracht Aalst raakt hij zwaar geblesseerd, nadat hij nota bene drie keer had gescoord. Konon mocht een kruis maken over zijn seizoen, en zou nooit meer helemaal de oude worden. Bij alle ploegen die volgden, waaronder KRC Harelbeke (2000–2001) dat in die periode sportief en financieel reeds in zwaar weer verkeerde, kon hij geen vaste basisplaats afdwingen. Hij keerde na zijn tijd bij Harelbeke via het Cypriotische Enosis Neon Paralimni terug naar zijn thuisland. In Polen beëindigde hij in 2014 uiteindelijk zijn spelerscarrière. 
Sinds 2016 is hij assistent-trainer bij MKS Kluczbork.

## Spelerscarrière
- KS Karkonosze Jelenia Góra (tot 1996)
- VV De Valk (Ned., ama.)(1996)
- KVV Overpelt Fabriek (1996/97)
- KRC Genk (1997/98)
- KSV Cercle Brugge (1998-2000)
- KRC Harelbeke (2000/01)
- Enosis Neon Paralimni(najaar 2001)
- Zagłębie Lubin (najaar 2001)
- Enosis Neon Paralimni (voorjaar 2002)
- ŁKS Łódź (najaar 2002)
- Śląsk Wrocław (voorjaar 2003)
- Jagiellonia Białystok (2004-2008)
- KVK Tienen (2008)
- Korona Kielce (2008-2010)
- Sokół Sokółka (2010)
- Lech Rypin (2011)
- Dąb Dąbrowa Białostocka (2012-2014)